# Antonino Buttafuoco
Antonino Giuseppe Buttafuoco detto Nino (Nissoria, 20 aprile 1923 – Leonforte, 2 aprile 2005) è stato un politico italiano, parlamentare regionale, nazionale ed europeo.
È lo zio del giornalista e scrittore Pietrangelo Buttafuoco.

## Biografia
Nato il 20 aprile 1923 a Nissoria, in provincia di Enna, laureato in scienze politiche e sociali, consulente assicurativo e insegnante. In gioventù aveva aderito al Fronte dell'Uomo Qualunque di Guglielmo Giannini.
Alle elezioni regionali in Sicilia del 1951 venne eletto deputato all'Assemblea Regionale Siciliana, tra le liste del Movimento Sociale Italiano (MSI) nella circoscrizione di Enna con 5.600 preferenze, e riconfermato per cinque legislature fino al 1971, dove ricoprì l'incarico di capogruppo del MSI all'ARS durante il milazzismo.
È stato sindaco di Nissoria dal 1968 al 1989.
Alle elezioni politiche del 1972 viene candidato alla Camera dei deputati, tra le liste del Movimento Sociale Italiano-Destra Nazionale nella circoscrizione Catania-Messina-Siracusa-Ragusa-Enna, venendo eletto deputato come penultimo degli eletti. Nella VI legislatura della Repubblica è stato componente della 14ª Commissione Igiene e sanità pubblica.
Alle elezioni europee del 1979 viene candidato al Parlamento europeo, per le liste dell'MSI nella circoscrizione Italia insulare, venendo eletto europarlamentare e riconfermato alle elezioni del 1984. Fu vicepresidente della Commissione per i trasporti, della Delegazione per le relazioni con il Giappone e della Delegazione per le relazioni con l'Australia e la Nuova Zelanda; fu membro della Delegazione per le relazioni con l'Austria. Aderì dapprima al gruppo parlamentare dei Non iscritti (1979-1984), da quell'anno al neo-costituito "Gruppo delle Destre Europee", fino al 1989.